# Seznam italijanskih smučarjev
Seznam italijanskih smučarjev.

## A
- Lisa Magdalena Agerer
- Nicole Agnelli
- Michela Azzola

## B
- Fabian Bacher
- Silke Bachmann
- Andrea Ballerin
- Stefano Baruffaldi
- Marta Bassino
- Henri Battilani
- Marta Benzoni
- Vicky Bernardi
- Luisa Matilde Maria Bertani
- Elisabetta Biavaschi
- Wanda Bieler
- Massimiliano Blardone
- Nadia Bonfini
- Camilla Borsotti
- Giovanni Borsotti
- Giulio Giovanni Bosca
- Guglielmo Bosca
- Federica Brignone
- Emanuele Buzzi

## C
- Mattia Casse
- Luca Cattaneo
- Davide Cazzaniga
- Daniela Ceccarelli
- Enrica Cipriani
- Sebastian Colloredo
- Zeno Colò
- Lara Colturi
- Deborah Compagnoni
- Chiara Costazza
- Elena Curtoni
- Irene Curtoni

## D
- Luca De Aliprandini
- Paolo De Chiesa
- Mirko Deflorian
- Nadia Delago
- Nicol Delago
- Filippo Della Vite
- Cristian Deville

## E
- Ivano Edalini
- Florian Eisath
- Robert Erlacher

## F
- Elena Fanchini
- Nadia Fanchini
- Sabrina Fanchini
- Francesca Fanti
- Alessandro Fattori
- Peter Fill
- Roland Fischnaller
- Giovanni Franzoni

## G
- Morena Gallizio
- Verena Gasslitter
- Kristian Ghedina
- Ilaria Ghisalberti
- Giulia Gianesini
- Giuliano Giardini
- Alex Giorgi
- Walter Girardi
- Nicole Gius
- Sofia Goggia
- Francesco Gori
- Roberto Grigis
- Piero Gros
- Stefano Gross
- Michael Gufler
- Anita Gulli

## H
- Werner Heel
- Alex Hofer
- Anna Hofer

## I
- Christof Innerhofer
- Vivien Insam

## K
- Denise Karbon
- Tobias Kastlunger
- Siegmar Klotz
- Isolde Kostner

## L
- Konrad Kurt Ladstätter
- Federico Liberatore

## M
- Lara Magoni
- Paoletta Magoni
- Manuela Mair
- Michael Mair
- Francesca Marsaglia
- Matteo Marsaglia
- Ivan Marzola
- Sophie Mathiou
- Elena Matous
- Simon Maurberger
- Lucia Mazzotti
- Roberta Midali
- Lara Della Mea
- Roberta Melesi
- Daniela Merighetti
- Manfred Mölgg
- Manuela Mölgg
- Eugenio Monti
- Giovanni Moro

## N
- Matteo Nana
- Roberto Nani

## P
- Paolo Pangrazzi
- Sabina Panzanini
- Sarah Pardeller
- Dominik Paris
- Hagen Patscheider
- Werner Perathoner
- Martina Peterlini
- Karoline Pichler
- Laura Pirovano
- Maddalena Planatscher
- Herbert Plank
- Elisa Platino
- Alexander Ploner
- Josef Polig
- Richard Pramotton
- Roger Pramotton
- Alexander Prast
- Ginevra Preschern
- Karen Putzer

## R
- Fausto Radici
- Giuliano Razzolli
- Lucia Recchia
- Pia Riva
- Giorgio Rocca
- Giordano Ronci
- Marta Rossetti
- Valentina Cillara Rossi
- Peter Runggaldier
- Teresa Runggaldier

## S
- Tommaso Sala
- Florian Schieder
- Alberto Schieppati
- Johanna Schnarf
- Celina Seghi
- Roberta Serra
- Davide Simoncelli
- Caterina Sinigoi
- Wendy Siorpaes
- Daniele Sorio
- Federica Sosio
- Roberto Spampatti
- Patrick Staudacher
- Michael Stuffer
- Verena Stuffer
- Kurt Sulzenbacher

## T
- Fabrizio Tescari
- Patrick Thaler
- Sara Thaler
- Stephan Thanei
- Gustav Thöni
- Roland Thöni
- Alberto Tomba
- Marco Tonazzi
- Riccardo Tonetti
- Karoline Trojer
- Vera Tschurtschenthaler

## V
- Hans Vaccari
- Silvano Varettoni
- Alex Vinatzer
- Pietro Vitalini
- Serena Viviani

## W
- Angelo Weiss

## Z
- Edoardo Zardini
- Pietro Zazzi
- Asja Zenere
- Alex Zingerle
- Hannes Zingerle
- Daniela Zini
- Giulio Zuccarini